# Джамель Бельмаді
Джамель Бельмаді (араб. جمال بلماضي, фр. Djamel Belmadi, нар. 27 березня 1976, Шампіньї-сюр-Марн) — алжирський футболіст, що грав на позиції півзахисника. По завершенні ігрової кар'єри — футбольний тренер.
Виступав, зокрема, за клуб «Марсель», а також національну збірну Алжиру.

## Клубна кар'єра
У дорослому футболі дебютував 1995 року виступами за «Парі Сен-Жермен», з яким у першому сезоні став володарем Суперкубка Франції та Кубка Кубків УЄФА, проте до основного складу не пробився.
У сезоні 1996/97 Джамель виступав за клуб Дивізіону 2 «Мартіг», після чого перейшов в «Марсель», але весь наступний рік виступав виключно за дубль, після чого повернувся до другого дивізіону, ставши гравцем «Канна».
Після недовготривалої оренди в іспанський клуб «Сельта Віго», на початку 2000 року Бельмаді повернувся в «Марсель». Цього разу відіграв за команду з Марселя наступні три роки своєї ігрової кар'єри, проте основним гравцем так і не став. А через конфлікт з тренером Аленом Перреном навіть змушений був піти в оренду до англійського «Манчестер Сіті».
Протягом 2003—2005 років захищав кольори катарських клубів «Аль-Іттіхад» та «Аль-Харітіят», після чого повернувся до Англії, де провів два сезони за «Саутгемптон» у Чемпіоншіпі.
Завершив професійну ігрову кар'єру у клубі «Валансьєнн», за який виступав протягом 2007—2009 років.

## Виступи за збірну
2001 року дебютував в офіційних матчах у складі національної збірної Алжиру.
У складі збірної був учасником Кубка африканських націй 2004 року у Тунісі, дійшовши з командою до чвертьфіналу.
Протягом кар'єри у національній команді, яка тривала 4 роки, провів у формі головної команди країни 20 матчів, забивши 5 голів.

## Кар'єра тренера
Розпочав тренерську кар'єру невдовзі по завершенні кар'єри гравця, 2010 року, очоливши тренерський штаб катарського клубу «Лехвія». У своєму першому сезоні в клубі Бельмаді привів команду до чемпіонства, вперше в історії клубу. Він також дійшов до фіналу Кубку шейха Яссіма, де вони програли «Аль-Арабі». В сезоні 2011/12 клуб вдруге під керівництвом Бельмаді виграв національний чемпіонат, проте тренер змушений був піти у відставку 8 жовтня 2012 року після невдалого старту в сезоні 2012/13.
У грудні 2013 року Бельмаді був призначений головним тренером збірної Катару Б, яка була створена для участі в домашньому чемпіонаті Федерації футболу Західної Азії 2014 року. На тому турнірі Катар вперше в історії став переможцем.
15 березня 2014 року Бельмаді був представлений як новий головний тренер національної збірної Катару. В листопаді того ж року він виграв зі збірною Кубок націй Перської затоки, перемігши господаря Саудівську Аравію у фіналі 2:1. Тим не менш, Катар показав погану форму на кубку Азії з футболу 2015 року в Австралії, де команда покинула турнір після трьох поразок поспіль. Через це Бельмаді був звільнений зі своєї посади 30 квітня 2015 року.
19 червня 2015 року Джамель був вдруге призначений на посаду головного тренера «Лехвії», замінивши Мікаеля Лаудрупа.
2018 року повернувся на батьківщину, очоливши національну збірну Алжиру.

## Титули і досягнення

### Як гравця
- Володар Суперкубка Франції (1):

«Парі Сен-Жермен»: 1995
- Володар Кубка Кубків УЄФА (1):

«Парі Сен-Жермен»: 1995/96

### Як тренера
- Чемпіон Катару (4):

«Ад-Духаїль»: 2010/11, 2011/12, 2016/17, 2017/18
- Володар Кубка Еміра Катару (2):

«Ад-Духаїль»: 2016, 2018
- Володар Кубка наслідного принца Катару (1):

«Ад-Духаїль»: 2018
- Володар Кубка шейха Яссіма (2):

«Ад-Духаїль»: 2015, 2016
Збірні
- Чемпіон Федерації футболу Західної Азії (1):

Катар Б: 2013
- Володар Кубка націй Перської затоки (1):

Катар: 2014
- Переможець Кубка африканських націй: 2019